# 吉田城 (三河国)
吉田城（よしだじょう）は、三河国渥美郡今橋（現在の愛知県豊橋市今橋町、豊橋公園内）にあった日本の城。
戦国時代の16世紀初頭にその前身が築城され、16世紀末に大改築が行われた。戦国時代には三河支配の重要拠点の1つとして機能し、江戸時代には吉田藩の政庁としての役割を果たした。別の城名としては、築城当初に今橋城と呼ばれ、明治維新後に吉田藩から豊橋藩に改名されたことに伴い豊橋城とも呼ばれた。

## 歴史

### 戦国時代初期
永正2年（1505年）に宝飯郡の長山一色城主・牧野古白が今川氏親の命により、渥美郡馬見塚村（豊橋市今橋町。現在の同市馬見塚町とは位置が異なる。）の入道ヶ淵に臨む岡に築城したとされる。築城目的は、西三河で勢力を広げつつあった安祥城の松平長親による東三河進出に備えるため、もしくは、その松平氏の縁戚としての友好関係を保持しながら渥美郡全域で勢いをつけていた戸田宗光を警戒するためのもの、と考えられている。
翌永正3年（1506年）松平氏と今川氏の戦いの後、牧野古白・野瀬丹波が討死。今橋城から近い東方の二連木城（豊橋市仁連木町）や半島の田原城に拠点を持つ戸田氏と、牧野氏が争奪戦を繰り返すため城主が次々と入れ替わった。
享禄2年（1529年）、西三河から松平清康（長親の孫）が進出し吉田城を攻略。戸田氏まで屈服させて、三河支配権を、ほぼ確立させた。しかし、天文4年（1535年）には清康が横死して松平氏の直臣の城番が撤退、かわって非直臣の城番の一人牧野成敏がそのまま城主となるが、天文6年（1537年）には牧野氏を追った戸田宣成が城主となった。
天文15年（1546年）、牛窪城主（長山一色城主）の牧野保成の要請を請けて今川氏が戸田宣成を攻めて吉田城を陥落させ、これを管理下に置いた。今川氏が直接支配に乗り出したことで東三河における最重要戦略拠点となった。

### 今川氏の統治
今川義元は駿河から城代に伊藤左近・後に小原鎮実を派遣。支配力を強化する為、東三河の国衆にも城代を補佐させて統治協力を強いた。その後、松平氏の弱体化によって新たに今川氏の統治下に組み込まれた岡崎城を後方から支える責務も負った。だが、永禄3年（1560年）5月、今川義元が桶狭間の戦いで討たれると支配力を低下、次第に歯止めが利かなくなる。永禄8年（1565年）には、今川氏を離反した松平家康によって攻略され、小原鎮実は退避。今川氏は三河支配権を喪失する。

### 戦国時代末期から
豊川を後背地とする背水の陣となるのを嫌ったのか、家康は本城として用いずに信任の厚い重臣の酒井忠次を城代に任命。並びに、南方の田原城の城代に本多広孝を配置。吉田城を中心とし戸田氏や牧野氏、西郷氏などの東三河4郡の諸豪族を統率させた。永禄11年（1568年）末からの遠江侵攻では、掛川城を攻囲するまでの東三河衆は酒井忠次の指揮の下、家康本隊とは別行動であった。
遠江を併呑した当初、まだ本格的ではなかった武田氏との対戦が想定され、城の北方では設楽郡の長篠城・野田城が、東方では遠州の浜松城・二俣城・高天神城などが牙城となった。
その武田氏とは、元亀2年（1572年）より天正10年（1582年）に至るまで攻防戦を三・遠の両国で繰り広げるが、天正3年（1575年）の長篠の戦いまでは徳川氏が劣勢であった。特に元亀2年の春には設楽郡の防衛網を容易に突破した武田軍が南進。吉田城下にまで押し寄せられるが、頑強に守り抜いた。その後も城代・酒井忠次を旗頭とする東三河国衆が武田氏による東三河・西遠江への侵略対応に心血を注いだ。

### 池田輝政時代

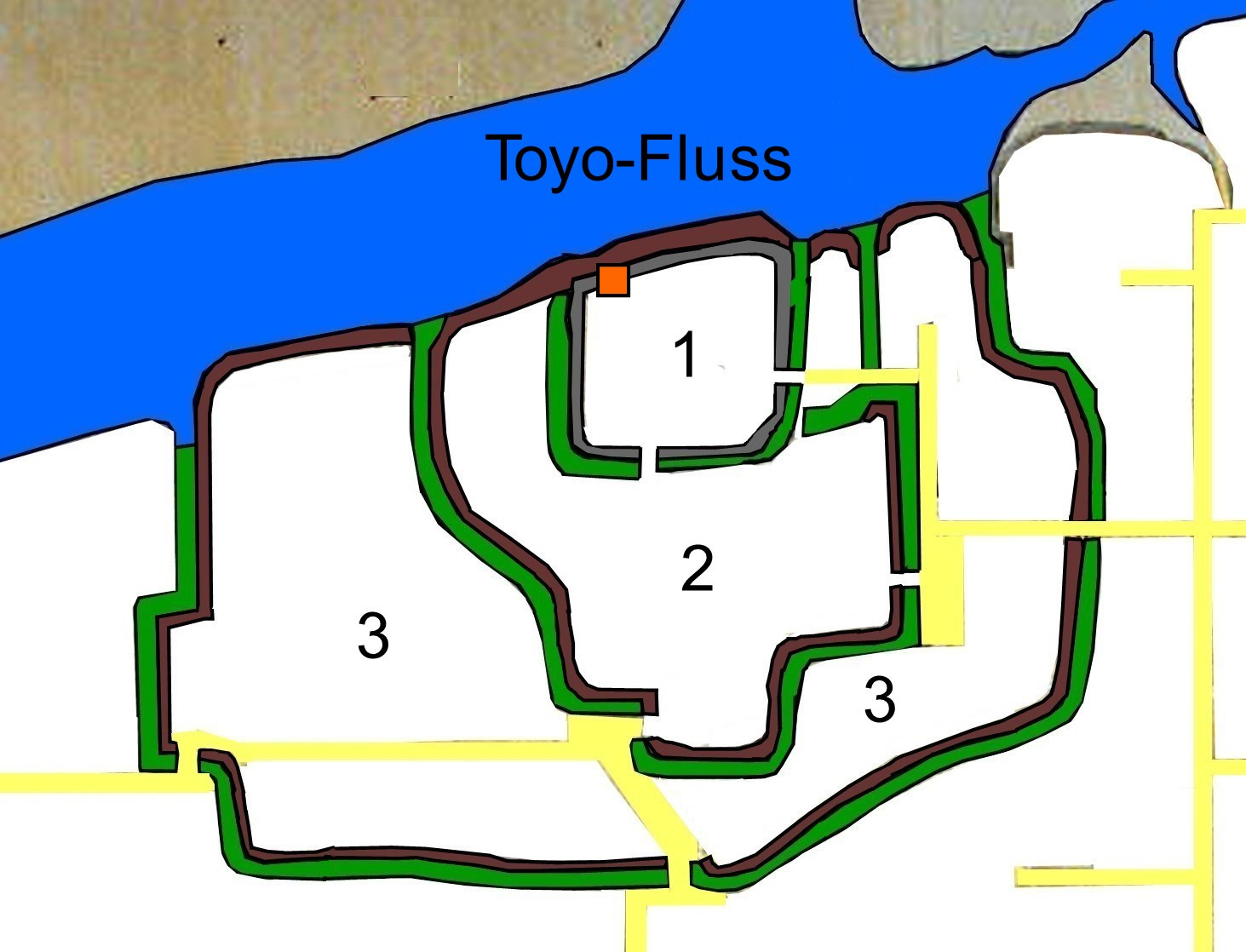
本丸、二之丸、三之丸。総構えを含めた敷地は約84万㎡

天正18年（1590年）、豊臣秀吉により家康が関東に移封されると、池田輝政が東三河4郡を統べる15万2千石の城主となった。
輝政は吉田城および城下町の大改築や吉田大橋（豊橋）の架け替えを行った。整備は11年間にわたって行われたが、関ヶ原の戦いの翌年慶長6年（1601年）に輝政は播州・姫路に移封された。現存する城跡は近世城郭ではあるが、輝政の統治下では完成しなかった。

### 江戸時代

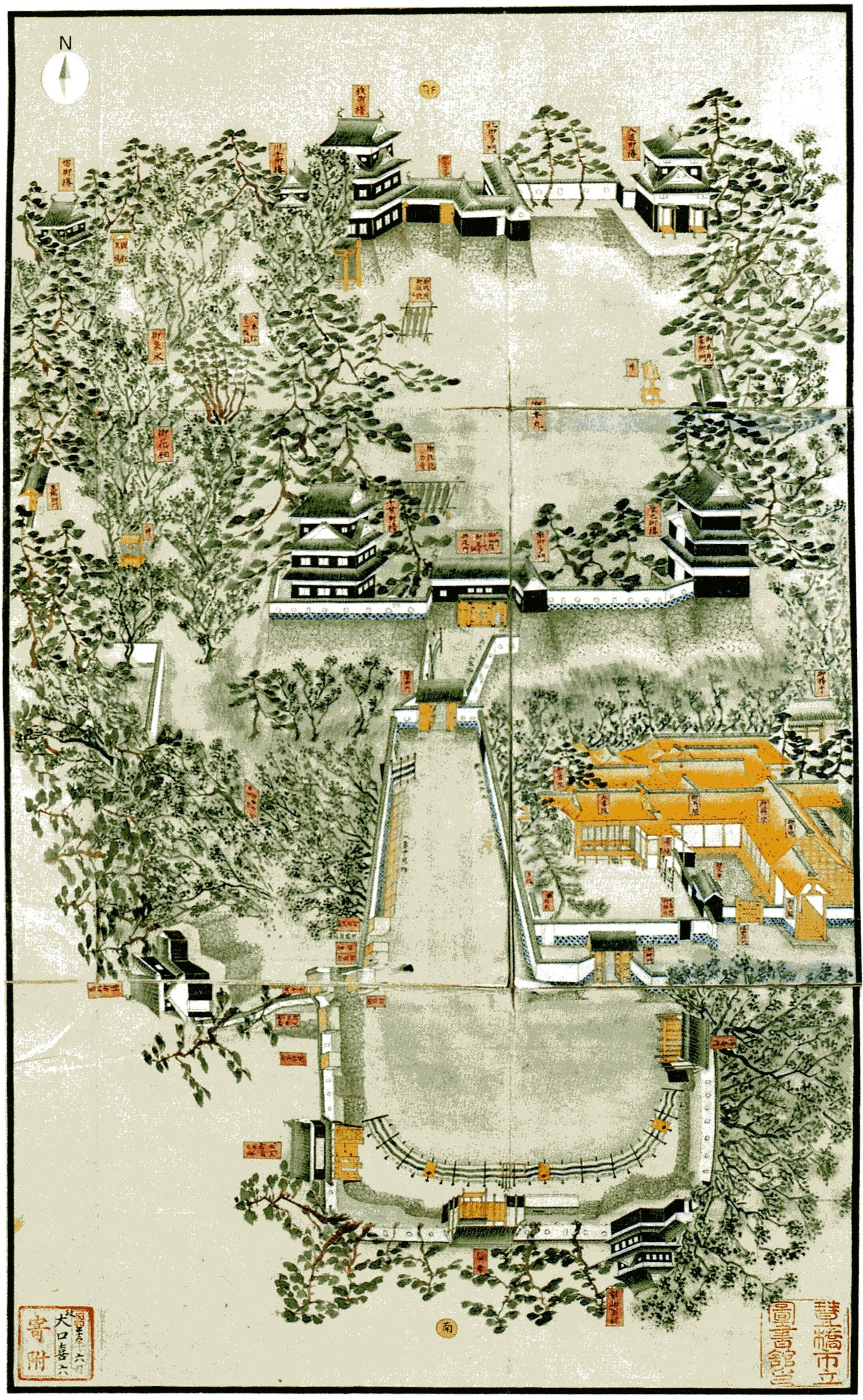
江戸時代の吉田城（吉田城本丸二之丸略絵図）

幕藩体制の下で吉田城に三河吉田藩の藩庁が置かれた。ただし、東海道の重要な防衛拠点の1つに挙げられていたため、江戸幕府の老中・大坂城代・京都所司代格など有能な譜代大名が城主に選ばれ出世城などと呼ばれていた。竹谷松平家をはじめ、深溝松平家や水野氏、小笠原氏など3万から8万石の譜代大名のみに託されるが、国替えは頻繁であった。そのため、ほとんどの藩主は菩提寺を吉田に造らず、唯一の藩主の菩提寺は小笠原家四代の廟の有る臨済寺｛通称、殿様寺（とのさまでら）。豊橋市東田町｝のみである。最後に入ったのは、大河内松平家である。
歌川広重の『東海道五十三次』の中で、橋と城が同時に描かれているのは、吉田と岡崎だけである。吉田大橋は東海道では数少ない大きな橋で、川に面した城郭と橋を同時に描くことができる吉田城は、東海道でも屈指の景観として多くの絵師に描かれている。
- 歌川広重「保永堂版」
- 歌川広重（狂歌入り）
- 歌川広重「行書版」
- 歌川広重「竪絵」

### 近代
明治維新後、松平信古（後の子爵大河内信古）が明治2年（1869年）に版籍奉還したため、明治政府下の豊橋城（豊橋藩）となり、明治4年（1871年）、敷地は兵部省の管轄となった。明治6年（1873年）、失火により多くの建物が焼失した。また、城趾内に名古屋鎮台の豊橋分営所が設置され、明治8年（1875年）には大日本帝国陸軍歩兵第18連隊が置かれた。

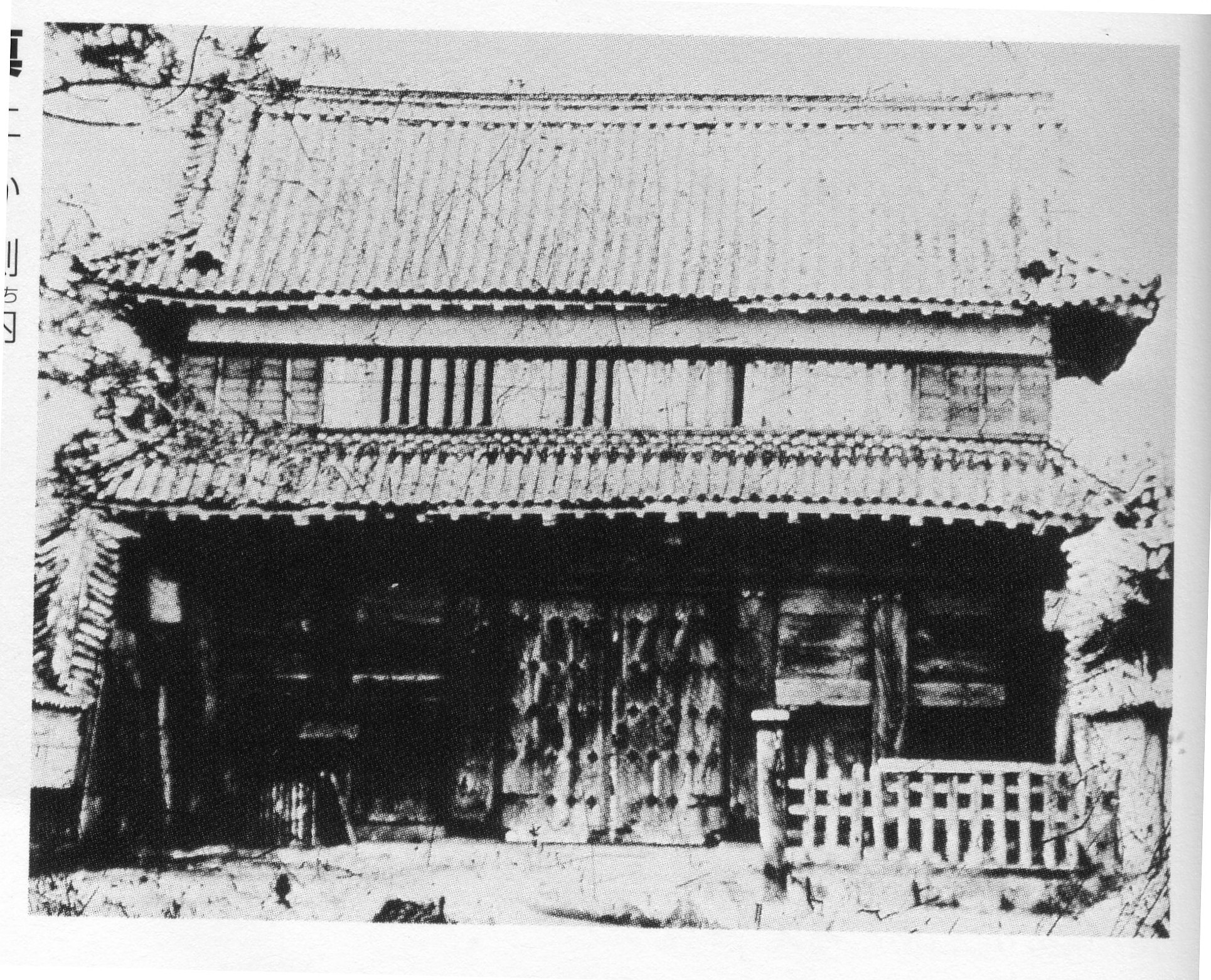
大手門（明治初年）
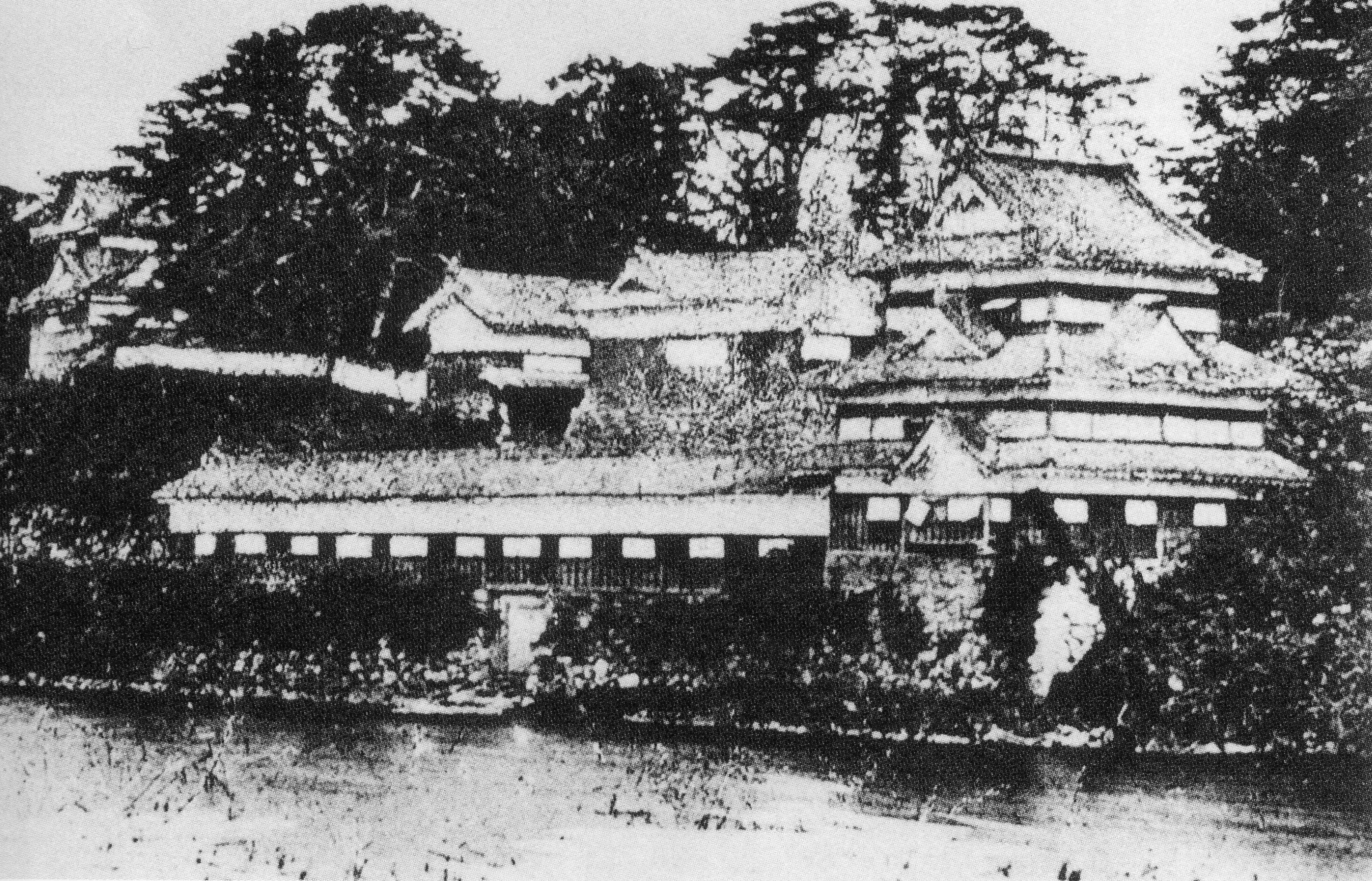
豊川対岸から見た本丸付近（明治初年）

太平洋戦争後、三の丸内側は一部を除き豊橋公園として整備され、本丸には1954年（昭和29年）に隅櫓（鉄櫓）が模擬再建された。隅櫓（鉄櫓）の中は簡易的な資料館となっている。その他、豊橋市美術博物館や、豊橋球場などのスポーツ施設、文化会館などが整備されている。また、豊橋市役所（豊橋市今橋町1番地）も三の丸に立地している。
- 1954年（昭和29年）3月20日　吉田城隅櫓（鉄櫓）を豊橋産業文化大博覧会に際して復元、期間中は郷土資料館として公開。設計は名古屋工業大学教授城戸久博士（当時）。[7]
- 2005年（平成17年）10月　築城500年に合わせ、長らく非公開だった吉田城鉄櫓内部の改装の他、鉄櫓下石垣の補強工事を行い一般公開。[8]
- 2016年（平成28年）3月26日　吉田城鉄櫓リニューアルオープン[9]。
- 2017年（平成29年）4月6日、続日本100名城（151番）に選定された[10]。
- 2022年（令和4年）3月30日　豊橋公園内の本丸・二の丸・三の丸跡の他、水門跡、総堀土塁跡、合わせて約73,370平方メートルを豊橋市指定史跡に指定[11]。

## 城名について
築城当初のこの城の命名について、「牛窪記」には吉田城とあり、後の成立である「牛窪密談記」・「宮嶋伝記」には今橋城となっており、また「今橋物語」には峯野城や歯雑城（おかさわじょう）と古名を紹介していて、今橋城の城名には諸説がある。
大永2年（1522年）、城主であった牧野信成（古白の子）によって吉田城と改められたというが、『宗長手記』では、大永4年（1524年）に「十日に今橋牧野田三一宿」、大永6年（1526年）、「三河国今橋牧野田三」とある。
また、明治42年（1909年）発行の『豊橋志要』（豊橋市参事会）には、天文年中に、今川義元が、今橋から吉田に改称したとしている。

## 立地、構造

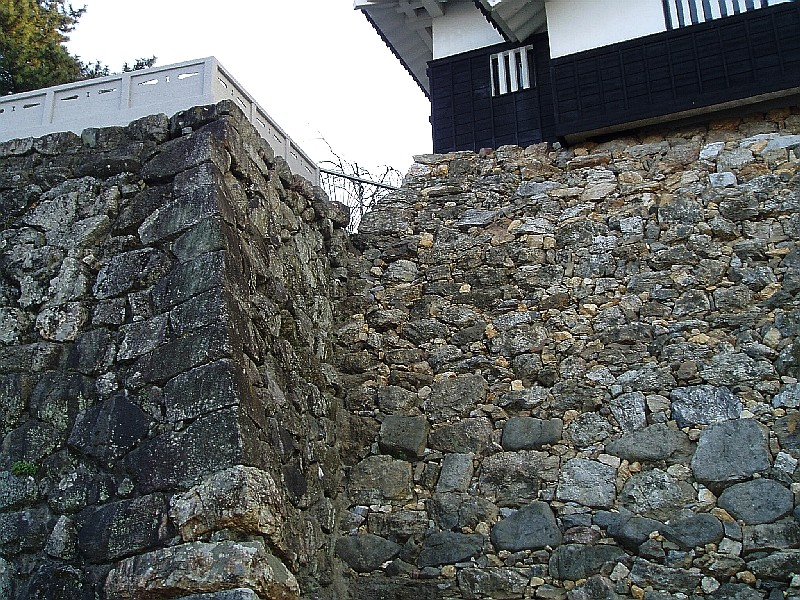
吉田城の本丸石垣。左（松平期の石垣）右（池田期の石垣）で石材及び積み方が異なる（詳しくは本文参照）

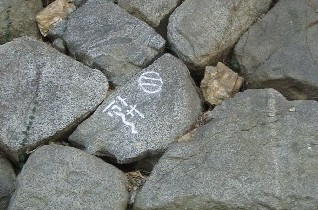
吉田城の石垣にある石材に刻まれた刻印（写真中央は土佐カナ書き）。天下普請であった名古屋城の石材の残石を吉田城に転用したことを示すものと云われている

### 立地
吉田城は豊川が大きく蛇行した淵と支流の朝倉川が合流する場所に位置し、豊川左岸の河岸段丘のうちでも周囲より小高い場所で豊川とは約十メートルの段丘崖で接していることから、周囲を見渡すことができ豊川が自然堀の役割をはたす、自然の地形を利用した後堅固の平城である。

### 縄張
戦国時代
戦国時代の吉田城の構造は史料などが乏しくよくわかっていない。これまでの発掘調査の結果などから、今橋城と呼ばれていたころは最低でも東西300ｍ南北240ｍで複数の曲輪で構成されていたと考えられる。酒井氏の治政のころには新たな堀が作られ東西700ｍ南北400ｍほどに拡大されていたと考えられる。このころの大手門は後の飽海口門付近にあったといわれている。池田氏の治政のころは近世の構造に近いと考えられるが酒井期の堀等を踏襲しているところも有ると考えられる。
近世
本丸を中心に東方には金柑丸・南方西方には二の丸・北方には腰曲輪が置かれ、その周囲を三の丸、更に周囲を外郭（藩士屋敷）があり外周は総堀で囲われている、一般に半輪郭式と云われる形式に分類される縄張りである。総堀の外周はで西1400ｍ南北700ｍの規模で、東海道沿いの近世城郭の中では岡崎城に次ぐ規模である。

### 本丸・腰曲輪
吉田城は総石垣造りではく本丸の内側・門周辺、及び、豊川に面した側は腰曲輪を含め石垣となっている。本丸はほぼ方形で周囲の石垣の四隅には4基の隅櫓があり、そのうち北西の鉄櫓（くろがねやぐら）は穴蔵を有した3層の隅櫓が天守相当の櫓だったと考えれている。南側と北側には多門、東側には裏門があった。本丸内には将軍上洛の際に使われる本丸御殿が元和８年（1622年）に完成したが宝永4年（1707年）の宝永地震で崩壊し以後再建されなかった。本丸北の段丘崖下に豊川に面して腰曲輪があり１基の櫓と水門（埋門）があった。石垣のうち本丸北西の鉄櫓（くろがねやぐら）下はチャートが使われ池田氏治政のころ築かれ、他の部分は花崗岩が多く使われ矢穴や刻印の残る石も存在している事から松平忠利治世時の施工と云われている。

### 二の丸・金柑丸
本丸の南方から西方に二の丸があり、南には二の丸御殿・二の丸口門と土塁の上に２基の隅櫓があり、西は花畑と呼ばれその北西に隅櫓があった。本丸の東方には金柑丸があった。牧野古白による築城当時の本丸はこのあたりにあったといわれている。

### 三の丸
二の丸の外周にあり、内部は堀・土塁・土壁等で区画され蔵や馬場・地方役所などがあり周囲も土塁・空堀で囲まれていた。三の丸西方の豊川に面した位置には門（水門）があった。

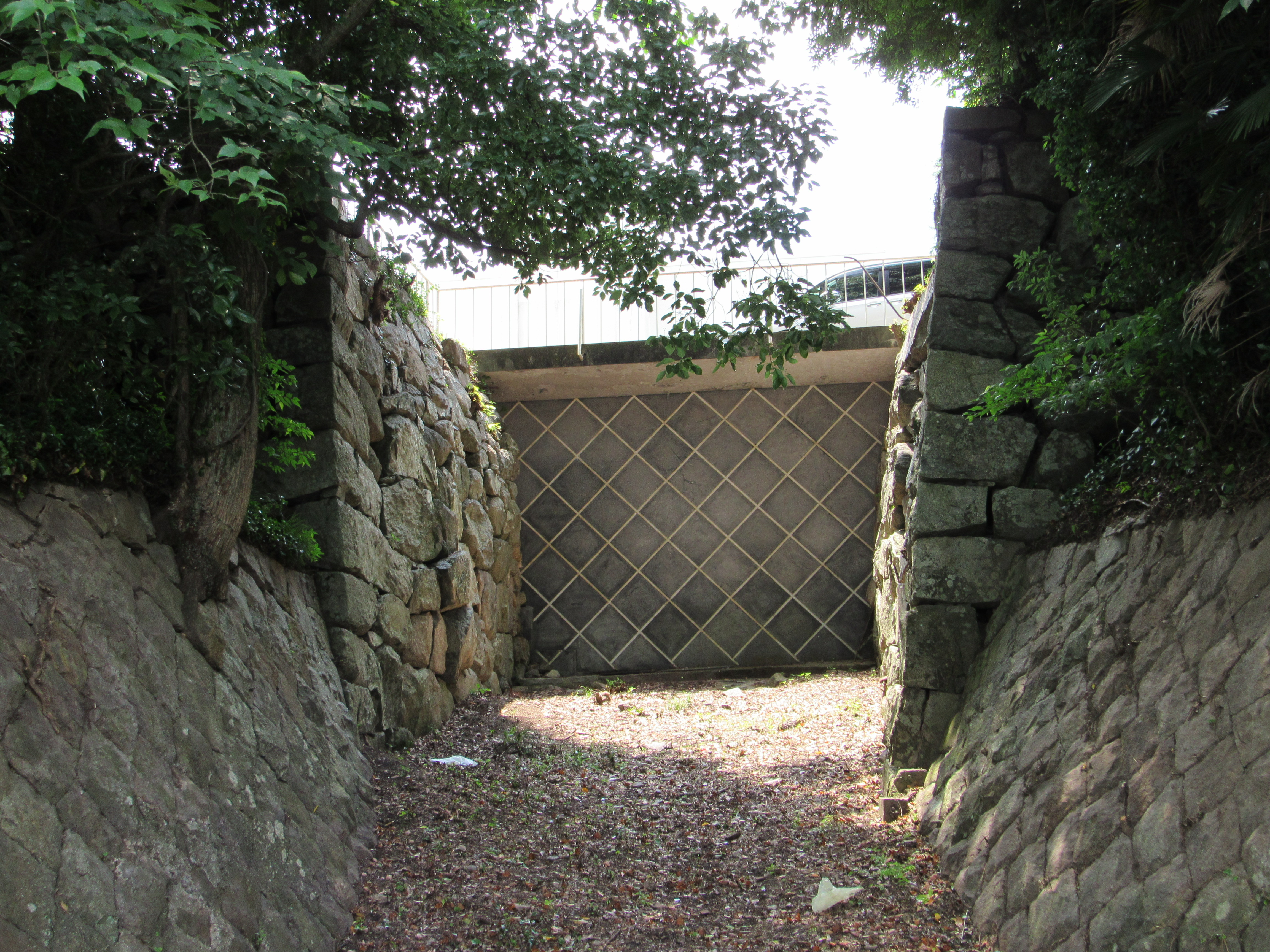
吉田城の水門跡

### 外郭（藩士屋敷）
三の丸の外側は藩士屋敷が広がり総堀で囲われ東部のみ総堀が二重になっていた。総堀は当初空堀であったが小笠原氏治世のころ向山大池（豊橋市向山町）が築かれ、その水を総堀に流入させ吉田方面の灌漑に、さらに城下の下水道に利用した。大手門は札木町（豊橋市札木町）付近にあった。

## 遺構

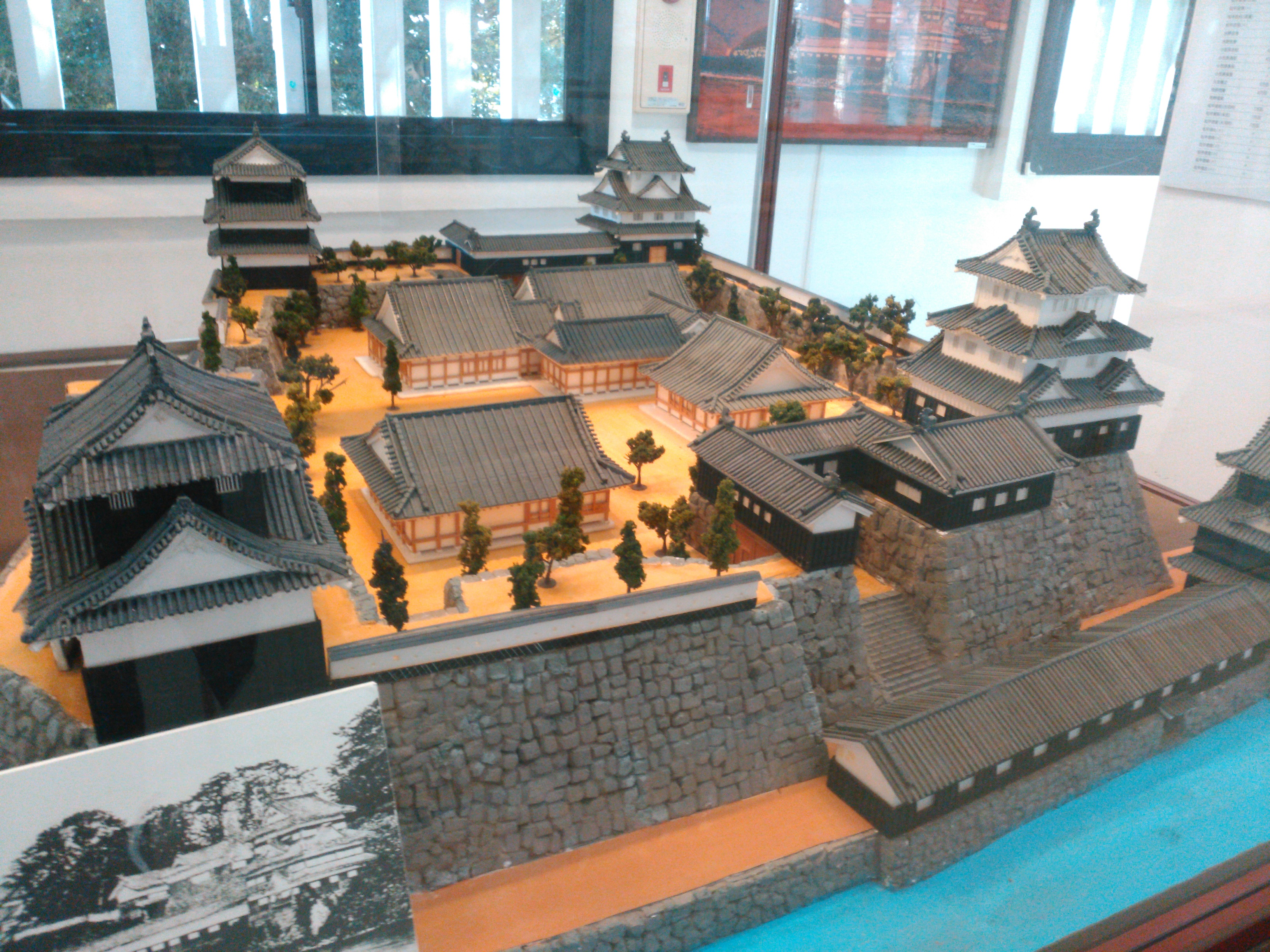
吉田城復元模型。手前右側の鉄櫓だけ再建されている

公園化された本丸から三の丸には石垣、土塁、堀が残る。
- 2005年（平成17年）　復興櫓[20]（鉄櫓）の建つ鉄櫓台の石垣補強の際に行われた測量の結果から、一部に積み直しの形跡が見られるものの従来の評価どおり池田期に築かれたとみられる。[21]
- 2017年（平成29年）　発掘調査により復興櫓（鉄櫓）下の野面積み石垣が、高さ約12.7mの規模で戦国時代の石垣では東海地方最大級のものであることが明らかになった。[22]

静岡県湖西市鷲津の本興寺の奥書院（静岡県指定文化財）と山門(惣門)（湖西市指定文化財）は、吉田城の御殿と城門を移築したものと伝えられている。

## その他
2013年9月21日に豊橋青年会議所により、吉田城前の広場で10万4,840個（語呂で、とよはし）のアルミの空き缶で吉田城櫓のモニュメントが作られ、「アルミ缶でできた最大の像」部門のギネス世界記録に認定された。完成した城は、底辺の幅6.6m、奥行き5.5m、高さ5m、重量は缶だけで約3tもあり、製作途中の同月16日に豊橋を直撃した台風18号にも耐え抜いた。
豊橋市を中心とした民間有志による「吉田城復元築城をめざす会」が、吉田城の復元築城を志して2010年に活動を開始。2014年にNPO法人格を取得した。

## 現地情報

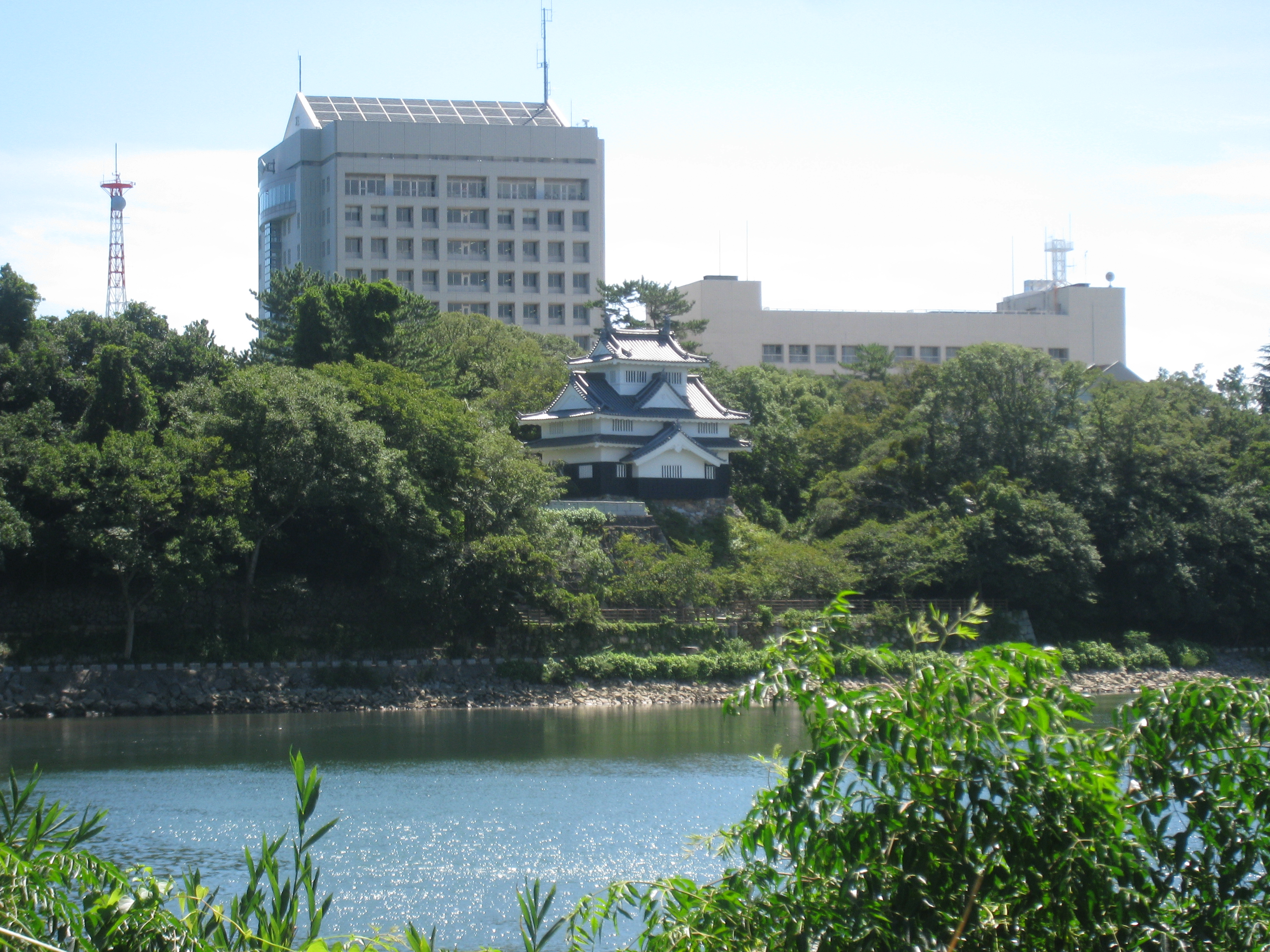
豊川対岸から望む復元鉄櫓。背後の建物は豊橋市役所

所在地
愛知県豊橋市今橋町
交通
JR・名鉄 豊橋駅前から豊橋鉄道東田本線（市内電車）で豊橋公園前停留場もしくは市役所前停留場で下車、徒歩で約5分。
JR・名鉄 豊橋駅から徒歩で約20分。
吉田城鉄櫓
開館時間：10:00～15:00　休館日：月曜日・年末年始（月曜日が祝日の場合は開館）,入場無料　（2022年3月現在）

### 市内の城
- 二連木城 – 戸田松平家（仁連木戸田家、戸田宗家）が戦国時代に拠点としていた城。旧渥美郡。
- 大津城 (三河国) – 戸田全久入道（宗光）にとって東三河での最初の拠点。旧渥美郡。
- 月ヶ谷城 – 戦国時代の三河西郷氏の初めの本城。旧八名郡。
- 五本松城 – 戦国時代の三河西郷氏の後の本城。旧八名郡。
- 西川城 – 戦国時代の三河西郷氏の支城。江戸時代に小笠原長秋が陣屋を置いた。旧八名郡。
- 船形山城 – 遠江国（静岡県）との国境近くの山に築かれた城。今川氏と戸田氏が衝突。旧渥美郡。

### その他
- 今橋合戦
  - 牧野古白入道、 戸田全久入道
- 三河吉田藩
  - 吉田宿、東海道、新城陣屋
- 安久美神戸神明社
- 吉田三ヶ寺 龍拈寺、神宮寺、悟真寺
- 豊橋市
  - 豊橋公園、吉田大橋、 豊橋（橋梁・とよばし）
- 豊城